# 本田珠由記
本田 珠由記（ほんだ みゆき、2004年2月27日 - ）は、日本のアイドル。指原莉乃プロデュースの女性アイドルグループ・≠MEのメンバーである。栃木県出身。愛称は、みるてん、おみるちゃん。代々木アニメーション学院所属。

## 略歴

### ≠ME加入前
- 2018年、NPO法人うつのみや百年花火が主催するうつのみや花火大会にて2018うつのみや花火イメージガールに選出[3][4]。

### ≠ME時代

#### 2019年
- 1月26日、=LOVEの姉妹グループオーディションの最終審査に合格[5]。
- 2月24日、≠MEのお披露目会見が行われ、≠MEのメンバーとして正式に発表された[6]。

#### 2021年
- 1月28日、17LIVEで行われた「指原莉乃 × ≠ME メジャーデビュー直前特別記念番組」内でMVPに選ばれ、後日17LIVEでメイン特番を配信できる権利を獲得[7][8]。
- 3月10日、デビューミニアルバム『超特急 ≠ME行き』ノイミー盤に収録される新曲のタイトルが「てゆーか、みるてんって何?」に決定、センターを務めることが発表された。（3月10日は”みるてんの日”。）[9][10]
- 4月7日、キングレコードより1stミニアルバム『超特急 ≠ME行き』でメジャーデビュー[11]。
- 8月23日、17LIVEにて、冠番組として『≠ME みるてんの17LIVE 4周年おめでとてん!』が配信された[12]。

#### 2022年
- 3月7日、栃木県が委嘱する「とちぎ未来大使」（担当名：とちまるくん仲良しアイドル）に就任[13][14]。
- 7月11日、個人Instagramを開設[15]。
- 12月6日、センター曲「てゆーか、みるてんって何?」が『TikTok流行語大賞2022』チャレンジ部門賞を受賞した[16]。

#### 2023年
- 12月19日、8thシングル「アンチコンフィチュール」に収録されるカップリング曲「ヒロインとオオカミ」のミュージックビデオが公開され、永田詩央里と共にダブルセンターを務めることが発表された[17]。
- 12月21日、本田に関する誹謗中傷への注意喚起が≠ME公式サイトで発表された[18]。また翌年3月7日、2月28日に投稿者との示談が成立したことが発表された[19]。

#### 2024年
- 3月19日、1stアルバム「Springtime In You」に収録されるユニット曲「デート前夜レクイエム」のミュージックビデオが公開され、センターを務めることが発表された[20]。
- 4月8日、個人TikTokを開設した[21]。
- 5月19日、≠ME 全国ツアー2024「やっと、同じクラス」栃木県・宇都宮市文化会館公演が凱旋公演として行われ、夜公演でAKB48の「天使のしっぽ」をソロで披露した[22]。
- 9月2日、アパレルブランド「pium」とのコラボ服の発売とAutumn/Winter collection2024のWEBカタログのモデルを務めることが発表された[23][24]。同ブランドの初のコレクションモデル[25]。
- 10月12日、体調不良により病院で検査を受けて治療するため一定期間休養することが発表された[26]。また同月26日、同月31日開催の「≠ME サンリオスペシャルライブ」より一部活動を再開することが発表された[27]。

#### 2025年
- 3月2日、国⽴代々⽊競技場 第⼀体育館で行われた「CREATEs presents IDOL RUNWAY COLLECTION 2025 Supported by TGC」にてファッション雑誌「LARME」とのコラボレーションステージで初ランウェイ[28]。

## 人物
- 愛称はみるてん[1]、おみるちゃん[2]。みるてんは小さい頃から母親から呼ばれていたあだ名で、哺乳瓶消毒液の「ミルトン」が由来[29]。
- ペンライトカラーは薄紫×水色。メンバーカラーは薄紫。
- 「ふぁむてん」というオリジナルキャラクターがいる[1]。「ウルトラレアキッス」のミュージックビデオにも登場している。
- チャームポイントは丸いおでこ[2]、ハーフツイン、八重歯[30]。
- 趣味は食品サンプル作り[1]、プラネタリウム鑑賞[2]。
- 特技は一瞬で手でカエルを作ること[1]（「てゆーか、みるてんって何?」ミュージックビデオ内でも披露している）、粘土、皿回し[2][29]。
- 好きな食べ物はオムライス、うなぎ、ブラウニー、ブロッコリー、タルト、カスタード。甘いものが大好き[2]。
- 嫌いな食べ物は納豆、きゅうり、なす、トマト、ピーマン、メロン、すいか、梅干し系[2]。
- 乃木坂46の矢久保美緒が≠MEの推しメンだと公言している[31][32]。
- ≒JOYの天野香乃愛が憧れのアイドルとして名前を挙げている[33]。
- パーソナルカラーは1stブルベ冬・2ndイエベ春で、骨格は3タイプのストレート[34]。

## ≠MEでの参加楽曲

### シングル
- 君はこの夏、恋をする
  - ミラクル!
  - 超絶ヒロイン
- まほろばアスタリスク
  - 好きだ!!!
  - ワタシアクセント
- チョコレートメランコリー
  - 君はスパークル
  - 虹が架かる瞬間
- す、好きじゃない!
  - 僕たちのイマージュ
  - こちらハッピー探検隊
- はにかみショート
  - 桃色デイブレイク
  - ウルトラレアキッス

- 天使は何処へ
  - このままでモーメンタリ
  - マシュマロフロート
  - 2時半ろけんろー
- 想わせぶりっこ
  - フロアキラー
  - デートの後、22時
- アンチコンフィチュール
  - 初恋カムバック
  - ヒロインとオオカミ - 永田詩央里と共にWセンター
- 夏が来たから
  - ごめん、マジで
  - 最強のラブソング
- モブノデレラ/神様の言うとーり!
  - モブノデレラ
  - 神様の言うとーり!

### アルバム
- 超特急 ≠ME行き
  - クルクルかき氷
  - 自分賛歌
  - 秘密インシデント
  - ポニーテール キュルン
  - てゆーか、みるてんって何? - センター
- Springtime In You
  - 偶然シンフォニー
  - デート前夜レクイエム - センター
  - ラストチャンス、ラストダンス

### 配信楽曲
- ≠ME
- トリプルデート - =LOVE、≠ME、≒JOYの3グループ合同ユニット・イコノイジョイによる合同楽曲[35]。

### オリジナル楽曲
- 君の音だったんだ - =LOVEのシングル『ズルいよ ズルいね』に収録
- 君と僕の歌 - =LOVEのシングル『CAMEO』に収録
- P.I.C. - =LOVEのシングル『青春“サブリミナル”』に収録

### 未音源化
- 次に会えた時 何を話そうかな - =LOVEと≠MEの総勢24人による合同楽曲[36]。

## 出演

### テレビアニメ
- 最近雇ったメイドが怪しい（2022年、五条院家のメイドA）

### 舞台
- ≠ME ACT LIVE「おジャ魔女どれみドッカ～ン！」（2022年5月15日 - 22日、品川プリンスホテル ステラボール） - コロンチーム・ハナちゃん 役（ジュエリーチーム・尾木波菜とWキャスト）[37]

### イベント
- STU48 池袋Club Mixa定期公演 ～Season1 瀬戸内PR部隊編～（2021年2月23日） - 福田朱里の気になっているアイドルとしてゲスト出演[38]。
- ＝LOVE・≠ME・≒JOY合同成人式2024（2024年1月19日、代アニLIVEステーション）[39]

## モデル活動

### モデル
- Jamieエーエヌケー
  - 2020 AW Collection Vol.5 近未来自由進化論（2020年11月6日）[40] - 尾木波菜と共に起用された。
  - 2021 AW Collection Vol.4 【The Great Escape】（2021年10月1日）[41]
  - 2023 AW Collection Vol.1 【syndrome】（2023年7月7日）[42]
- Ank Rouge
  - 2023 SS collection vol.2【Shiny】（2023年2月10日）[43]
  - 2024 SS collection vol.5【ruffle♡ribbon】（2024年5月10日）[44]
- pium
  - pium × 本田珠由記コラボレーションアイテム（2024年9月9日）[45]
  - 2024 Autumn Collection / Winter Collection（2024年9月9日）[46]

### コラボ商品
- Jamieエーエヌケー
  - 2021年7月21日 - ワンピース、Tシャツ、iPhoneケースの3種類[47]。
  - 2022年3月11日 - BigTe、ロンTeの2種類[48]。
  - 2022年6月24日 - イラストTeシャツ[49]。
- pium
  - 2024年9月13日 - スウェットとセットアップの2型[24]。

## 書籍

### 雑誌
- U18 kind（2020年1月22日号、HUSTLE PRESS）
- Top Yell NEO（竹書房）
  - 2020～2021（2020年12月28日） - 尾木波菜と共に。
  - 2021 AUTUMN（2021年9月30日）
  - 2023 SUMMER（2023年6月30日） - 永田詩央里と共に。
  - 2024 SUMMER（2024年7月1日）
- ≠PRESS 2021 MARCH（2021年3月号、HUSTLE PRESS）
- EX大衆 12月号（2022年11月15日、双葉社） - 蟹沢萌子、鈴木瞳美と共に。
- 月刊エンタメ（徳間書店）
  - 2022年11月号（2022年9月29日） - 櫻井もも、鈴木瞳美と共に。
  - 2023年6月・7月合併号（2023年4月28日） - 鈴木瞳美、谷崎早耶、冨田菜々風と共に。
  - 2023年8月号（2023年6月29日）
  - 2024年11月号（2024年9月30日）
- IDOL FILE Vol.27 LOLITA&GOTHIC（2022年12月16日、シンコーミュージック・エンタテイメント）
- BUBKA 2023年8月号（2023年6月29日、白夜書房） - 永田詩央里と共に。
- シティ情報ふくおか 2024.10月号（2024年9月28日） - 谷崎早耶と共に。表紙、インタビュー掲載。
- JUNON 6・7月号（2025年4月22日、主婦と生活社） - 尾木波菜と共に。
- LARME 065（2025年6月17日、LARME） - 櫻井ももと共に。